# Huey P. Newton
Huey Percy Newton, född 17 februari 1942 i Monroe i Louisiana, död 22 augusti 1989 i Oakland i Kalifornien, var en amerikansk revolutionär politisk aktivist. Han var en av grundarna av Svarta pantrarna, en organisation han också var ledare för.

## Biografi

### Tidigt liv
Newton föddes i Monroe, Louisiana som sjunde och yngsta barnet till makarna Armelia och Walter Newton, arrendator och baptistpräst. Han namngavs efter Louisianas govenör Huey Long. När Newton var tre år flyttade Newtons familj till Oakland i Kalifornien. När han "avslutat" sin grundutbildning på Oakland Technical High School var Newton fortfarande inte läskunnig. Genom självstudier lyckades han senare med svårighet läsa Platons Politeia som han lyckades förstå efter fem genomläsningar. Det var denna personliga framgång, berättade han senare i en intervju, som gjorde att han började läsa.[källa behövs]

### College
Vid Merritt College, en lokal högskola, tog Newton examen i humaniora (Associate of Arts). Därefter studerade han juridik på Oakland City College och på San Francisco Law School. En av hans professorer var Edwin Meese III, som senare skulle komma att bli USA:s justitieminister under Reagan-administrationen. Newton sade att han studerade juridik för att kunna hantera poliser som han ofta sett missbruka sin makt. 1964 dömdes han till sex månaders fängelse för att ha knivskurit en man.

### Grundandet av Svarta pantrarna
Medan han studerade på Oakland City College började han engagera sig politiskt i Bay Area. Han gick med i Afro-American Association, blev medlem i Phi Beta Sigma Fraternity, Inc och spelade en viktig roll då den första kursen i svartas historia blev antaget som en del av skolans läroplan. Han läste verk av Frantz Fanon, Malcolm X, Mao Zedong och Che Guevara. Det var under hans tid på Oakland City College som Newton tillsammans med Bobby Seale grundade "Svarta pantrarna för självförsvar" (Black Panther Party for Self Defense) i oktober 1966 med Seale som ordförande och Newton som försvarsminister.

### Huey och Svarta pantrarna
Newton och Seale bestämde tidigt att polisens maktmissbruk mot svarta i Oakland "måste stoppas". Genom sina juridikstudier var Newton bekant med Kaliforniens straffsystem och statens lagar vad gäller vapen. Han lyckades därför övertyga en del svarta att utöva sin legala rätt att öppet bära vapen (dolda eldvapen var olagligt). Medlemmar i Svarta pantrarna som bar omkring på gevär och hagelgevär började patrullera områden där polisen i Oakland sas begå brott mot den svarta befolkningen. Detta fick mycket stöd av svarta för att få stopp på den lokala polisens rasistiska brott. 
Förutom att delta i patrulleringen skrev Newton och Seale Svarta pantrarnas partiprogram som var starkt påverkat av Newtons maoistiska ståndpunkter. Newton var också drivande i skapandet av ett frukostprojekt som försåg hundratals barn med mat innan de gick till skolan. 
Den tidigare medlemmen Earl Anthony sade att partiet bildades med målsättningen att organisera Amerika inför en väpnad maoistisk revolution som skulle förändra den sociala situationen för de svarta. För Svarta pantrarna innebar detta en omorganisation av USA:s ekonomiska politik som skulle komma alla (även andra etniska och socioekonomiska grupper) som krossades av den amerikanska storkapitalismen till godo. 
1985 greps Newton anklagad för att ha förskingrat medel avsedda för pantrarnas utbildnings- och näringsverksamhet. 1989 dömdes han för att ha förskingrat medel från en skola som drevs av Svarta pantrarna, enligt uppgift för att kunna fortsätta med sitt drog- och alkoholmissbruk.

### Anklagad för mord
Morgontimmarna den 28 oktober 1967 stoppades Newton av polisen John Frey som försökte avväpna och motverka patrulleringen. Då poliskollegan Herbert Heanes kom till platsen uppstod skottlossning och alla tre inblandade sårades. Frey träffades av fyra skott och avled inom en timme. Heanes träffades av tre skott utan att ha drabbats av allvarligare skador. Newton, som också sårats lindrigt, stapplade in på Kaiser Hospital, ett lokalt sjukhus. Där togs han emot men till sin förvåning kedjades han fast i sängen.[källa behövs]
Newton anklagades för att mordet på Frey och dömdes i september 1968 för "uppsåtligt dråp" (voluntary manslaughter) till mellan 2 och 15 års fängelse. 1970 ogiltigförklarade den kaliforniska appellationsdomstolen domen och beslutade att fallet skulle tas upp på nytt. Efter två rättegångar tog delstaten tillbaka sina anklagelser.
Under tiden Newton satt i fängelse minskade medlemsantalet kraftigt i många städer. FBI hade aktivt arbetat för att göra slut på pantrarnas sociala verksamhet, bland annat frukostprogrammet, tester av Sickle cell-anemi och gratis mat och skor. Verksamheten finansierades genom samarbete med den enda kommersiella verksamheten som fanns i området, nämligen droghandlare och hallickar. Bobby Seale skrev senare att han var övertygad att Newton hade för avsikt att ta över droghandeln i Oakland och menade att det var Newtons försök att "göra sig av med" hallickar och droghandlare som gjorde att dessa planerade att mörda honom, en historia som aldrig blivit bekräftad.
1974 anklagades Newton för en rad brott, bland annat mordet på Kathleen Smith, en sjuttonårig prostituerad. När Newton inte infann sig vid rättegången hamnade han på FBI:s lista över "mest efterlysta". Newton flydde till Kuba där han levde i landsflykt under tre år. 1977 återvände han till USA eftersom, som han uttryckte det, klimatet hade förändrats i USA och han nu kunde få en rättvis rättegång. Eftersom bevisen mot honom främst bestod av hörsägen frikändes Newton efter två rättegångar.

### Senare liv
Newton avlade kandidatexamen vid University of California i Santa Cruz 1974. 1978, medan han satt i fängelse, studerade han medvetandehistoria vid samma universitet och blev då nära vän med en av sina lärare, evolutionsbiologen Robert Trivers. De två publicerade en inflytelserik analys av den mänskliiga faktorns betydelse vid en flygplansolycka 1978. I ett C-SPAN-program 2006 sa Newtons änka Frederika Newton att Newton tagit doktorsexamen 1980.
År 1985 anklagades Newton för förskingring av Svarta pantrarnas medel. Han dömdes 1989. Svarta pantrarna hade då tonat ned sin aktivism för att fortsätta få statliga anslag.

### Död
Newton sköts och dog den 22 augusti 1989 av en man känd för att sälja droger i Oakland. Enligt pressen hade Newton blivit involverad i droghandel och sköts i samband med att en droguppgörelse gått snett.

## Böcker och artiklar av, med eller om Huey P. Newton
- Fråga inte ditt land av Eldridge Cleaver, 1968, till svenska av Gunnar Barklund Originaltitel: Soul on ice
- Svart panter : tal, artiklar och intervjuer efter fängelsetiden samlade av Robert Scheer / Eldridge Cleaver av Eldridge Cleaver, 1969 till svenska av Louisa Rydén, Originaltitel: Post-prison writings and speeches 231s
- Seize the time : the story of the Black panther party and Huey P. Newton av Bobby Seale, 1970
- Svart panter - vit gris av Bengt Liljenroth, 1970
- Rättegången mot Bobby Seale, 1970 med förord av Sven Öste, kommentar av Jason Epstein och teckningar av Feiffer, översättning av Mats Lundegård, Originaltitel: The trial of Bobby Seale 73s
- De svarta pantrarna av Gene Marine, 1970
- Tiden är inne av Bobby Seale, 1970
- All makt åt folket : En antologi om Svarta pantrarna Red. av Bengt Liljenroth med bidrag av bl.a. Eldridge Cleaver. Övers. av Christina Hallman, 1971
- The shadow of the panther : Huey Newton and the price of Black power in America av Hugh Pearson, 1994
- In search of common ground / conversations with Erik H. Erikson and Huey P. Newton av Erik H Erikson med introd. by Kai T. Erikson, 1973
- To die for the people : the writings of Huey P. Newton" av Huey P Newton med Introduktion av Franz Schurmann, 1972
- Revolutionary Suicide, 1973 memoarer återpublicerad 1995 med introduktion av J. Herman Blake
- The Huey P. Newton Reader av Fredrika Newton, et al (2002)
- Insights and Poems av Huey P. Newton, Ericka Huggins 1975)
- Essays from the Minister of Defense (The collected plays of Noel Coward) av Huey P Newton
- War Against the Panthers: A Study of Repression in America av Huey P. Newton (September 2000)
- To Die for the People: The Writings of Huey P. Newton av Huey P. Newton, Toni Morrison (Redaktör)
- Revolutionary Intercommunalism and the Right of Nations to Self-Determination av Huey P. Newton, et al
- The Genius of Huey P. Newton av Huey P. Newton
- War Against the Panthers av Huey P. Newton
- The original vision of the Black Panther Party av Huey P Newton
- "Huey Newton talks to the movement about the Black Panther Party, cultural nationalism, SNCC, liberals and white revolutionaries" (Hydrology papers) av Huey P Newton
- Huey P. Newton, The Radical Theorist by Judson L. Jeffries (2002)